# Liste der Kulturdenkmale in Saalburg-Ebersdorf
Die Liste der Kulturdenkmale in Saalburg-Ebersdorf umfasst die als Einzeldenkmale, Bodendenkmale und Denkmalensembles erfassten Kulturdenkmale auf dem Gebiet der Stadt Saalburg-Ebersdorf im thüringischen Saale-Orla-Kreis (Stand: August 2022). Die Angaben in der Liste ersetzen nicht die rechtsverbindliche Auskunft der zuständigen Denkmalschutzbehörde.

## Legende
- Bild: zeigt ein Bild des Kulturdenkmals und gegebenenfalls einen Link zu weiteren Fotos des Kulturdenkmals im Medienarchiv Wikimedia Commons
- Bezeichnung: Name, Bezeichnung oder die Art des Kulturdenkmals
- Lage: Wenn vorhanden Straßenname und Hausnummer des Kulturdenkmals; Grundsortierung der Liste erfolgt nach dieser Adresse. Der Link Karte führt zu verschiedenen Kartendarstellungen und nennt die Koordinaten des Kulturdenkmals.
 Kartenansicht, um Koordinaten zu setzen – in dieser Kartenansicht sind Kulturdenkmale ohne Koordinaten mit einem roten bzw. orangen Marker dargestellt und können in der Karte gesetzt werden. Kulturdenkmale ohne Bild sind mit einem blauen bzw. roten Marker gekennzeichnet, Kulturdenkmale mit Bild mit einem grünen bzw. orangen Marker.
- Datierung: gibt das Jahr der Fertigstellung beziehungsweise das Datum der Erstnennung oder den Zeitraum der Errichtung an
- Beschreibung: bauliche und geschichtliche Einzelheiten des Kulturdenkmals, vorzugsweise die Denkmaleigenschaften
- ID: Die ID identifiziert das Kulturdenkmal eindeutig. In Thüringen sind aktuell keine IDs veröffentlicht. In der ID-Spalte kann sich auch folgendes Icon  befinden, dies führt zu Angaben zu diesem Kulturdenkmal bei Wikidata.

## Kulturdenkmale nach Ortsteilen

### Ebersdorf
| Bild                           | Bezeichnung                                                                                    | Lage                              | Datierung       | Beschreibung                                                                                      | ID |
| ------------------------------ | ---------------------------------------------------------------------------------------------- | --------------------------------- | --------------- | ------------------------------------------------------------------------------------------------- | -- |
| weitere Bilder Fotos hochladen | Denkmalensemble „Brüdergemeine“                                                                | (Karte)                           |                 | Parkstraße 7–9, Zinzendorfplatz, Lobensteiner Straße 10–14, 15–17, 24–26, mit Gärten und Friedhof |    |
| weitere Bilder Fotos hochladen | Park mit Parkgebäuden und Grabmal der Familie Reuß                                             | Landschaftspark (Karte)           |                 |                                                                                                   |    |
| weitere Bilder Fotos hochladen | Kirche mit Ausstattung, Pfarrhaus und Elisenstift                                              | Hauptstraße 6, 8, 9 (Karte)       |                 |                                                                                                   |    |
| weitere Bilder Fotos hochladen | Orangerie                                                                                      | Kirchplatz 7 (Karte)              | um 1790         |                                                                                                   |    |
| BW                             | Wohnhaus (ehemaliges Rentmeisterhaus)                                                          | Lobensteiner Straße 1 (Karte)     |                 |                                                                                                   |    |
| Fotos hochladen                | Kinderheim und Wohnhaus                                                                        | Lobensteiner Straße 10–14 (Karte) |                 | auch Bestandteil des Denkmalensembles „Brüdergemeine“                                             |    |
| Fotos hochladen                | Kirche                                                                                         | Lobensteiner Straße 15–16 (Karte) |                 | auch Bestandteil des Denkmalensembles „Brüdergemeine“                                             |    |
| BW                             | Seniorenheim „Emmaus“                                                                          | Lobensteiner Straße 17 (Karte)    |                 | auch Bestandteil des Denkmalensembles „Brüdergemeine“                                             |    |
| BW                             | Wohnhaus                                                                                       | Lobensteiner Straße 24–26 (Karte) |                 | auch Bestandteil des Denkmalensembles „Brüdergemeine“                                             |    |
| BW                             | Villa Gaupner                                                                                  | Lobensteiner Straße 29 (Karte)    |                 | öffentliche Nutzung als Kindereinrichtung                                                         |    |
| weitere Bilder Fotos hochladen | Schloss                                                                                        | Lobensteiner Straße 3 (Karte)     | 17. Jahrhundert | Umbauten 1709 bis 1711                                                                            |    |
| BW                             | Gedenkstein „Todesmarsch“ der KZ-Häftlinge April 1945                                          | Mühlweg (Karte)                   |                 |                                                                                                   |    |
| BW                             | Friedhofskapelle mit Ausstattung und Baumallee sowie Familiengruft von Seckendorff mit Kapelle | Obere Gasse (Karte)               |                 |                                                                                                   |    |
| BW                             | Wohnhaus, ehemaliges Bedienstetenhaus                                                          | Obere Gasse 14 (Karte)            | 18. Jahrhundert |                                                                                                   |    |
| weitere Bilder Fotos hochladen | Kriegerdenkmal für die Opfer des Ersten Weltkrieges, „Trauernde Mutter“                        | Parkstraße 1 (Karte)              |                 |                                                                                                   |    |
| BW                             | Wohn- und Geschäftshaus mit Apotheke                                                           | Parkstraße 7–9 (Karte)            |                 | auch Bestandteil des Denkmalensembles „Brüdergemeine“                                             |    |
| BW                             | Friedhof der Brüdergemeine                                                                     | Pohligweg (Karte)                 |                 | auch Bestandteil des Denkmalensembles „Brüdergemeine“                                             |    |
| BW                             | Schulgebäude mit Turnhalle im Pavillonstil im ehemaligen fürstlichen Park                      | Weg der Jugend 6 (Karte)          |                 |                                                                                                   |    |
| BW                             | ehemaliges Witwenhaus                                                                          | Zinzendorfplatz 4 (Karte)         |                 | auch Bestandteil des Denkmalensembles „Brüdergemeine“                                             |    |
| Fotos hochladen                | Zinzendorfplatz                                                                                | Zinzendorfplatz (Karte)           |                 | auch Bestandteil des Denkmalensembles „Brüdergemeine“                                             |    |

### Friesau
| Bild                                    | Bezeichnung                                   | Lage               | Datierung | Beschreibung | ID |
| --------------------------------------- | --------------------------------------------- | ------------------ | --------- | ------------ | -- |
| weitere Bilder Fotos hochladen          | Wehrkirche mit Mauern und Ausstattung         | Ortsstraße (Karte) |           |              |    |
| Direkt Bild zu diesem Denkmal hochladen | Begräbnisstätte KZ-Häftlinge auf dem Friedhof | Ortsstraße         |           |              |    |
| Direkt Bild zu diesem Denkmal hochladen | Gedenkstein „Opfer Todesmarsch April 1945“    | Ortsstraße         |           |              |    |

### Kloster
Keine denkmalgeschützten Objekte.

### Kulm
| Bild                           | Bezeichnung                      | Lage         | Datierung | Beschreibung | ID |
| ------------------------------ | -------------------------------- | ------------ | --------- | ------------ | -- |
| weitere Bilder Fotos hochladen | Wallfahrtskirche mit Ausstattung | Kulm (Karte) |           |              |    |

### Pöritzsch
| Bild                                    | Bezeichnung                | Lage          | Datierung | Beschreibung | ID |
| --------------------------------------- | -------------------------- | ------------- | --------- | ------------ | -- |
| Direkt Bild zu diesem Denkmal hochladen | Gehöft                     | Ortsstraße 27 |           |              |    |
| Fotos hochladen                         | Steinkreuz (Zechsteinkalk) | (Karte)       |           | Bodendenkmal |    |

### Raila
| Bild                                    | Bezeichnung                                            | Lage         | Datierung | Beschreibung | ID |
| --------------------------------------- | ------------------------------------------------------ | ------------ | --------- | ------------ | -- |
| Direkt Bild zu diesem Denkmal hochladen | Gehöft (ehemaliges Jagdhaus)                           | Ortsstraße 1 |           |              |    |
| weitere Bilder Fotos hochladen          | Evangelisch-lutherische Emmaus-Kapelle mit Ausstattung | (Karte)      |           |              |    |

### Röppisch
| Bild                                    | Bezeichnung               | Lage                          | Datierung | Beschreibung | ID |
| --------------------------------------- | ------------------------- | ----------------------------- | --------- | ------------ | -- |
| weitere Bilder Fotos hochladen          | Kirche mit Ausstattung    | Ortsstraße (Karte)            |           |              |    |
| Direkt Bild zu diesem Denkmal hochladen | Wallanlage „Altes Schloß“ | Koordinaten fehlen! Hilf mit. |           | Bodendenkmal |    |

### Saalburg
| Bild                                    | Bezeichnung                                       | Lage                             | Datierung | Beschreibung                                            | ID |
| --------------------------------------- | ------------------------------------------------- | -------------------------------- | --------- | ------------------------------------------------------- | -- |
| Fotos hochladen                         | Denkmalensemble „Kirchgasse“                      | Kirchgasse 1–11 (Karte)          |           | kennzeichnendes Straßenbild, älteste Bebauung Saalburgs |    |
| Fotos hochladen                         | Ehrenhain für 64 Buchenwaldhäftlinge              | Ehrenhain (Karte)                |           |                                                         |    |
| weitere Bilder Fotos hochladen          | Evangelisch-lutherische Kirche mit Ausstattung    | Kirchplatz (Karte)               |           |                                                         |    |
| Direkt Bild zu diesem Denkmal hochladen | Klosterruine                                      | Kloster 4                        |           |                                                         |    |
| weitere Bilder Fotos hochladen          | Rathaus                                           | Markt 1 (Karte)                  |           |                                                         |    |
| BW                                      | Hofanlage                                         | Markt 25 (Karte)                 |           |                                                         |    |
| weitere Bilder Fotos hochladen          | Gaststätte/Hotel „Kranich“                        | Markt 59 (Karte)                 |           |                                                         |    |
| Fotos hochladen                         | ehemaliges Burgensemble mit Turmstumpf und Schule | Markt 60 (Karte)                 |           |                                                         |    |
| Fotos hochladen                         | Stele Todesmarsch                                 | Markt                            |           |                                                         |    |
| Direkt Bild zu diesem Denkmal hochladen | Pfarrhof                                          | Pfortenberg 14                   |           |                                                         |    |
| BW                                      | Gehöft (Dreiseitenhof)                            | Schleizer Straße 14/15 (Karte)   |           |                                                         |    |
| Fotos hochladen                         | Stadtmauerreste                                   | Stadtmauer                       |           |                                                         |    |
| weitere Bilder Fotos hochladen          | Brückenbauwerk über die Bleilochtalsperre         | Stauseebrücke der L 1095 (Karte) | 1926/29   | 1945 Sprengung eines Teilstücks und 1967 Wiederaufbau   |    |
| Direkt Bild zu diesem Denkmal hochladen | Abschnittswall                                    | Koordinaten fehlen! Hilf mit.    |           | Bodendenkmal                                            |    |

### Schönbrunn
| Bild                                    | Bezeichnung                             | Lage                          | Datierung | Beschreibung | ID |
| --------------------------------------- | --------------------------------------- | ----------------------------- | --------- | ------------ | -- |
| weitere Bilder Fotos hochladen          | Kirche mit Ausstattung                  | Ortsstraße (Karte)            |           |              |    |
| Direkt Bild zu diesem Denkmal hochladen | Brunnenhaus                             | Ortsstraße                    |           |              |    |
| weitere Bilder Fotos hochladen          | Bellevue (ehemaliges Lustschloss)       | Ortsstraße (Karte)            | 1783      |              |    |
| Direkt Bild zu diesem Denkmal hochladen | Allee Schönbrunn / Kreuzung Ruppersdorf | Koordinaten fehlen! Hilf mit. |           |              |    |
| Direkt Bild zu diesem Denkmal hochladen | Lindenallee Ebersdorf-Schönbrunn        | Koordinaten fehlen! Hilf mit. |           |              |    |

### Wernsdorf
| Bild                                    | Bezeichnung | Lage         | Datierung | Beschreibung | ID |
| --------------------------------------- | ----------- | ------------ | --------- | ------------ | -- |
| Direkt Bild zu diesem Denkmal hochladen | Gehöft      | Ortsstraße 3 |           |              |    |

### Zoppoten
| Bild                                    | Bezeichnung                                     | Lage                          | Datierung | Beschreibung | ID |
| --------------------------------------- | ----------------------------------------------- | ----------------------------- | --------- | ------------ | -- |
| weitere Bilder Fotos hochladen          | Kirche mit Ausstattung                          | Ortsstraße (Karte)            |           |              |    |
| Fotos hochladen                         | Gedenkstein Todesmarsch                         | Ortsstraße                    |           |              |    |
| Direkt Bild zu diesem Denkmal hochladen | Wassermühle                                     | Koordinaten fehlen! Hilf mit. | 1740      |              |    |
| Direkt Bild zu diesem Denkmal hochladen | „Alte Heer- und Handelsstraße“ Nürnberg–Leipzig | Koordinaten fehlen! Hilf mit. |           |              |    |